# Kileskus aristotocus
Kileskus aristotocus és un gènere de dinosaure tiranosauroïdeu conegut a partir de restes parcials trobades a les roques del Juràssic mitjà (Bathonià) de Krasnoyarsk Krai, Rússia. Els fòssils recuperats inclouent la maxil·la, premaxil·la, un surangular i uns pocs ossos de la mà i el peu de l'holotip. Els ossos del crani són similars als del proceratosaure. L'espècie fou anomenada l'any 2010 per Averiànov i col·laboradors. Van realitzar una anàlisi cladística que va indicar que es tracta d'un proceratosàurid basal.